# Церковь Святого Григория Просветителя (Бельцы)
Церковь Святого Григория Просветителя (арм. Սուրբ Գրիգոր Լուսավորիչ եկեղցի) — армянская апостольская церковь в историческом центре города Бельцы, Молдавия. По некоторым данным ныне функционирует как католическая церковь.

## История
Строительство церкви Святого Григория Просветителя шло с 1910 по 1914 года. Средства были собраны местной армянской общиной. Архитектором стал Александр Леонтьевич Красносельский. Он придумал оригинальный проект, который стал стилизацией средневековой культовой архитектуры Армении. Церковь выполнен из известняка и бутового камня, которые являются традиционными местными материалами. Высота храма составляет 16,8 метра. Церковь имеет гармоничные пропорции, связь с окружающим пейзажем выделяют сооружение среди других архитектурных памятников города. Здание охраняется государством.